# Julie Grégoire
Julie Grégoire est une joueuse de football belge née le 9 avril 1989 à Namur (Belgique). Elle est coach-assistant de l'Équipe de Belgique U15.

## Biographie
Elle met un terme à sa carrière en juin 2016. Elle a joué pendant 13 ans au Standard de Liège, après un séjour à l'Étoile Rouge de Belgrade. Elle évolue au poste d'arrière droit. 
Julie Grégoire a été régulièrement reprise dans le noyau de l'équipe nationale belge.

## Palmarès
- Championne de Belgique (7) : 2009 - 2011 - 2012 - 2013 - 2014 - 2015 - 2016
- Championne de Belgique (1) : 2015
- Championne de Belgique D1 (1) : 2016
- Championne de Belgique D2 (1) : 2013
- Vainqueur de la Coupe de Belgique (2) : 2012 - 2014
- Finaliste de la Coupe de Belgique : 2009
- Vainqueur de la Super Coupe de Belgique (2) : 2009 - 2012
- Doublé Championnat de Belgique-Coupe de Belgique  (2) : 2012 - 2014
- Doublé Championnat de Belgique-Super Coupe de Belgique  (2) : 2009 - 2012
- Triplé Championnat de Belgique-Coupe de Belgique-Super Coupe de Belgique  (1) : 2012
- Quadruplé Championnat de Belgique-Coupe de Belgique-Super Coupe de Belgique-BeNe SuperCup   (1) : 2012
- Vainqueur de la BeNe SuperCup (1) : 2012

### Bilan
- 15 titres

## Statistiques

### Ligue des Champions
- De 2009 à 2015 : 10 matchs avec le Standard de Liège